# Şehzade Mehmed Burhaneddin (figlio di Abdülhamid II)
Şehzade Mehmed Burhaneddin Efendi (turco ottomano: شهزاده محمد برهان الدين; Istanbul, 19 dicembre 1885 – New York, 15 giugno 1949) è stato un principe ottomano, figlio del sultano Abdülhamid II e della consorte Mezidemestan Kadın.

## Origini
Şehzade Mehmed Burhaneddin Efendi nacque il 19 dicembre 1885 a Istanbul, nel Palazzo Yıldız. Suo padre era il sultano ottomano Abdülhamid II e sua madre la consorte Mezidemestan Kadın.
Venne chiamato in onore di uno dei fratellastri favoriti di suo padre, il defunto Şehzade Mehmed Burhaneddin.
Venne circonciso nel 1891 insieme ai fratellastri Şehzade Mehmed Abdülkadir e Şehzade Ahmed Nuri.
Era un virtuoso del violoncello e del pianoforte, un compositore precoce e un bravo pittore.
Per un po' fu il figlio favorito di Abdülhamid II, tanto che si pensò potesse aggirare la legge e nominarlo principe ereditario.
Gli venne assegnata una villa a Yıldız e una a Yeniköy.

## Carriera
A quattro anni Burhaneddin venne arruolato in Marina e gli fu assegnata la corazzata Orhaniye. Insieme a Şehzade Ibrahim Tevfik, salutò le truppe in uniforme della Marina.
Il 18 giugno 1893, a sette anni venne promosso tenente comandante, e per l'occasione il piccolo principe diede prova del suo talento musicale componendo l'inno navale.
Il 6 febbraio 1916 venne promosso comandante e il 21 luglio 1918 capitano.
Nel 1903 venne incaricato dal padre di accogliere, insieme a Şehzade Ibrahim Tevfik, i principi tedeschi, il futuro Guglielmo II e Eitel Friedrich di Prussia, in visita a Istanbul.
Nell'ottobre 1915 venne mandato a Vienna per completare la sua istruzione, e rimase lì fino al 1921, soggiornando al Bristol Hotel.

## Vita successiva ed esilio
Nel 1909 Abdülhamid II venne deposto e esiliato a Salonicco.
Burhaneddin, rimasto a Istanbul, previde l'indebolimento del Sultanato e si avvicinò al partito unionista, sostenitore dell'Impero e della monarchia.
Nel 1913 gli venne offerto il trono d'Albania, che rifiutò per non rinunciare al suo diritto al trono ottomano. Nel 1921 venne anche preso in considerazione come sovrano dell'Iraq, ma gli inglesi riuscirono a imporre invece il loro candidato, Faysal dell'Iraq. Deluso, Burhaneddin e la sua famiglia si trasferirono in Svizzera.
Nel 1924 la dinastia ottomana venne esiliata.
Burhaneddin, già all'estero, venne avvisato per telegramma. Si trasferirono a Nizza, in Francia, per supportare i parenti rifugiati lì, poi a Parigi e infine si trasferirono a New York. Lì Burhaneddin entrò in una grande compagnia petrolifera, con uno stipendio base di 2000 dollari al mese, per l'epoca una cifra enorme, che gli consentì di abitare sulla Fifth Avenue, la strada più cara di New York, e di continuare a mantenere uno stile di vita lussuoso, mentre numerosi suoi parenti, con l'esilio, caddero nella povertà o addirittura nell'indigenza (Şehzade Ahmed Nuri, ad esempio, fratellastro di Burhaneddin, divenne un senzatetto e morì di inedia in un parco pubblico).

## Morte
Şehzade Mehmed Burhaneddin morì il 15 giugno 1949 a sessantatré anni, a causa di un infarto. Chiese di essere seppellito a Istanbul, ma il permesso fu negato dal governo turco e venne quindi sepolto nel monastero di Solimano a Damasco, in Siria.

## Famiglia
Şehzade Mehmed Burhaneddin ebbe quattro consorti e due figli:
- Emine Nurbanu Hidayet Hanim. Abcasa, nata nel 1891 nella famiglia principesca degli Açba. Era figlia del principe Mehmed Refik Bey Açba e della principessa Mahşeref Hanım Emkhaa, ed era imparentata, tra gli altri, con Esma Süreyya Cavidan Hanım, consorte di Şehzade Yusuf Izzeddin, Leyla Gülefşan Hanim, dama alla corte ottomana, Saliha Verdicenan Kadın, una delle consorti del sultano Abdülmecid I (padre di Abdülhamid II), e Pesand Hanim, una delle consorti dello stesso Abdülhamid II. Si sposarono a Palazzo Yıldız il 15 luglio 1907. Dopo aver avuto un aborto subito dopo le nozze, ebbe difficoltà a rimanere nuovamente incinta fino al 1911, quando partorì l'unico figlio della coppia. Divorziarono poco dopo e Hidayet morì nel 1946 a Sivas. Da lei ebbe un figlio:
  - Şehzade Mehmed Fahreddin (26 novembre 1911 - 13 luglio 1968). Nato a Istanbul nel Palazzo Nişantaşı. Il 31 agosto 1933, a Parigi, sposò la greca Catherine Papadopoulos (Parigi, 20 maggio 1914 – Atene, 15 giugno 1945), da cui non ebbe figli. Morto e sepolto a New York.
- Aliye Melek Nazlıyar Hanım. Circassa, nacque il 13 ottobre 1892 a Istanbul. Si sposarono il 7 giugno 1909 nel Palazzo Nişantaşı. Divorziarono nel 1919 e lei si risposò con Mehmed Cavid Bey, ministro delle finanze e oppositore di Mustafa Kemal Ataturk, e che per questo venne giustiziato nel 1926. Nazlıyar morì il 31 agosto 1976 ad Ankara. Da lei ebbe un figlio:
  - Şehzade Ertuğrul Osman (18 agosto 1912 - 23 settembre 2009). Nato a Istanbul nel Palazzo Nişantaşı. Sposato due volte senza figli. Morto a Istanbul. Fu il 43º Capo della Casa Imperiale di Osman.
- Georgina Leonora Mosselmans. Una donna olandese, nata il 23 agosto 1900 a Bergen op Zoom, Paesi Bassi . Si sposarono il 29 aprile 1925 a Parigi, Francia. Il matrimonio, non riconosciuto dal califfo Abdülmecid II, venne annullato lo stesso anno.
- Elsie Deming Jackson. Una ricca vedova americana nata il 6 settembre 1879 e sei anni più vecchia di lui. Si sposarono 3 luglio 1933 a New York, ma il matrimonio non venne riconosciuto dal califfo Abdülmecid II. Elsie morì all'età di settantadue anni il 12 maggio 1952 a New York.

## Onorificenze
Şehzade Mehmed Burhaneddin venne insignito delle seguenti onorificenze:
- Ordine della Casa di Osman
- Ordine della Gloria, ingioiellato
- Ordine di distinzione, ingioiellato
- Ordine di Osmanieh, ingioiellato
- Ordine di Medjidie, ingioiellato
- Medaglia Imtiyaz, argento
- Medaglia Imtiyaz, oro
- Medaglia Liakat, oro
- Medaglia Hicaz Demiryolu, oro
- Medaglia Iftikhar Sanayi, oro
- Medaglia della guerra greca, oro

## Cultura popolare
Nella serie TV storica turca del 2017 Payitaht: Abdülhamid, Şehzade Mehmed Burhaneddin è interpretato dall'attore turco Ulaşcan Kutlu.